# Alois Röthlin
Alois Röthlin (* 5. November 1882 in Sarnen; † 11. Dezember 1957 in Basel; heimatberechtigt in Kerns) war ein Schweizer Komponist, Organist und Politiker.

## Leben
Röthlin war der Sohn des Schneiders, Sattlers und Coiffeurs Adolf Röthlin und dessen Frau Karolina Röthlin, geb. Bucher. Er besuchte das Kollegium in Sarnen und absolvierte das Lehrerseminar in Zug. Von 1916 bis 1947 war er Lehrer in Kerns. Zwischen 1941 und 1948 war er im Einwohnergemeinderat in Kerns, von 1941 bis 1946 zudem Gemeindepräsident, 1942–1946 Bürgergemeinderat. Auf kantonaler Ebene war er 1942–1946 Regierungsrat des Kantons Obwalden und von 1946 bis 1950 Obwaldner Kantonsrat. Da Kerns politisch in Röthlins Volkspartei und in die konservative Partei Anton Ettlins gespalten war, verlor er 1946 seine Gemeindeämter. Von 1932 bis 1948 leitete er die Feldmusik Kerns. Zudem war er Organist, Kirchenchorleiter und Komponist.
Röthlin war verheiratet mit Margareta Röthlin-Weinrich (1891–1954), das Paar hatte eine Tochter, Johanna Hill-Röthlin.

## Werke

### Werke für Blasorchester
- Am Bergsee. Solo für Tenorhorn[3]
- Posaunengruss Marsch.[3]
- Rhapsodie champêtre[4]
- Arioletta. Ouvertüre[4]